# Harpadon erythraeus
Espèce
Statut de conservation UICN

 DD  : Données insuffisantes
 28 Juin 2018 
Harpadon erythraeus est une espèce de poissons de la famille des Synodontidae.

## Systématique
L'espèce Harpadon erythraeus a été décrite pour la première fois en 1983 par l'ichtyologiste allemand Wolfgang Klausewitz (d) (1921-2018).

## Distribution
Cette espèce est endémique de la mer Rouge et du nord-ouest de l'Océan Indien, où elle évolue généralement entre 779 et 1 150 m de profondeur.

## Étymologie
Harpadon erythraeus tire son nom de la mer Rouge d'où il est endémique.

## Publication originale
- (de) Wolfgang Klausewitz, « Tiefenwasser- und Tiefseefische aus dem Roten Meer. VII: Harpadon erythraeus n.sp. aus der Tiefsee des zentralen Roten Meeres (Pisces: Teleostei: Scopelomorpha: Myctophiformes: Harpadontidae) », Senckenbergiana Biologica, Francfort-sur-le-Main, vol. 64, nos 1/3,‎ 30 novembre 1983, p. 34-45 (ISSN 0037-2102).